# 37786 Tokikonaruko
37786 Tokikonaruko è un asteroide della fascia principale. Scoperto nel 1997, presenta un'orbita caratterizzata da un semiasse maggiore pari a 2,1911600 au e da un'eccentricità di 0,1403129, inclinata di 4,56442° rispetto all'eclittica.
L'asteroide è dedicato alla giapponese Tokiko Naruko.